# Paopale Daya
Paopale Daya is een bestuurslaag in het regentschap Sampang van de provincie Oost-Java, Indonesië. Paopale Daya telt 4063 inwoners (volkstelling 2010).